# Tribia
Tribia là một chi ốc biển, là động vật thân mềm chân bụng sống ở biển trong họ Cancellariidae.

## Các loài
Các loài trong chi Tribia gồm có:
- Tribia angasi (Crosse, 1863)
- Tribia coronata (Scacchi, 1835)[2]

Species brought into synonymy
- Tribia epomis Woodring, 1928: synonym of Agatrix epomis (Woodring, 1928)